# Okonin (jezioro w powiecie golubsko-dobrzyńskim)
Okonin – jezioro w Polsce, położone w województwie kujawsko-pomorskim, w powiecie golubsko-dobrzyńskim, w gminie Ciechocin. Istnieją przy nim dwie plaże.